# Örkény vasútállomás
Örkény vasútállomás egy Pest vármegyei vasútállomás, amit a MÁV üzemeltet Örkény településen. A belterület északkeleti részén helyezkedik el, közúti elérését a 4607-es útból kiágazó 46 309-es számú mellékút (települési nevén Kossuth Lajos utca) biztosítja
Ez a Magyarország földrajzi középpontjához legközelebb eső vasútállomás, az állomás távolsága a pusztavacsi középponttól légvonalban 6,9 km.

## Története
A vasútállomás 1889 júniusában nyílt meg, a Budapest–Lajosmizse-vasútvonallal egy időben. Létesítésekor még a település belterületétől távolabb, a mai Kossuth utca végén helyezkedett el. A vasútállomáshoz két kisvasúti szakasz is csatlakozott. A község felől az ilonamajori, kelet felől pedig a pusztavacsi erdő majorjait feltáró vasútvonal érte el az állomást. Az állomás Budapest felőli végén elhelyezkedő Kossuth utcai vasúti átjárót 1984-ben (az M5-ös autópálya építéséhez kapcsolódóan) megszüntették, pótlására 300 méternyivel arrébb a Bartók Béla utca végén új átjárót hoztak létre. Az 1980-as évek közepén történt átépítéskor az állomás kézi állítású sorompóit és kitérőit az állomásépületből kezelhető berendezésekre cserélték. Az állomás zöld színű áruraktára az 1990-es évek elejéig állt. A személyforgalom mellett igen jelentős volt az állomás áruforgalma. Az 1980-as években a nagy szállítók közé a Magyar Néphadsereg és a Erdészet pusztavacsi telephelyei, illetve az örkényi Béke MgTSZ voltak.
Az állomáson még a 2000-es években is komoly teherforgalom volt, a privatizáció után a MÁV Cargo új osztrák tulajdonosa azonban megszüntette a szállítási igények kiszolgálását. 
2015-ben a 3. és 4. vágányok közé új peront építettek.
A vasútállomás a vonal forgalmas megállóhelyei közé tartozik, főként a budapesti agglomeráció felé irányuló hivatásforgalmat szolgálja ki. Az állomás Örkény egy olyan részén fekszik, amelyet a településfejlesztési dokumentumok szegregátumként jellemeznek. A rossz társadalmi környezet miatt az állomás környéke is leromlott műszaki állapotú terület. Az állomásépületet 2019-ben felújították.

## Áthaladó vasútvonalak
- Budapest–Lajosmizse–Kecskemét-vasútvonal (142)

## Megközelítése tömegközlekedéssel
- Helyközi busz:  612, 614, 615, 641

## Forgalom
| Járat | Útvonal | Gyakoriság                     |
| ----- | --- | ------------------------------ |
| S21   | Budapest-Nyugati – Zugló – Kőbánya alsó – Kőbánya-Kispest – Kispest – Pestszentimre felső – Pestszentimre – Gyál felső – Gyál – Felsőpakony – Ócsa – Inárcs-Kakucs – Dabas – Gyón – Hernád – Örkény – Táborfalva – Felsőlajos – Lajosmizse (– Lajosmizse alsó – Klábertelep – Felsőméntelek – Méntelek – Alsóméntelek – Nagynyír – Hetényegyháza – Úrihegy – Miklóstelep – Kecskemét-Máriaváros – Kecskemét alsó – Kecskemét) | Óránként, hétvégén kétóránként |